# François-Henri Haerter
François-Henri Haerter (ou Franz Heinrich Härter en allemand), né à Strasbourg le 1er août 1797 et mort dans la même ville le 5 août 1874, est un pasteur luthérien, fondateur d'œuvres, notamment des Diaconesses de Strasbourg. Il joua un rôle de premier plan dans le Réveil piétiste en Alsace.

## Biographie
François Haerter est né le 1er août 1797 (14 Thermidor de l'an V) dans la maison de ses parents, rue des Chandelles à Strasbourg. Son père, François Haerter était un confiseur libre penseur. Sa mère, Louise Rhein, issue d'une famille pieuse, demeurait au foyer et est morte de ses blessures à la suite d'un accident durant lequel elle avait protégé son fils, qui avait alors 11 ans. Ce dernier fut profondément marqué par cet évènement.
Il étudia au gymnase Jean-Sturm, puis au séminaire de théologie, où il entra davantage pour faire plaisir à son père que par conviction. Durant ses études, il se lia d'amitié avec le professeur Frédéric Emmerich, qui devint progressivement son maître spirituel. Déstabilisé par la mort de son père et de son maître, il partit parfaire sa formation en Allemagne, malgré sa santé fragile. C'est durant ce voyage qu'il rencontra sa future femme, Élise Henriette Kampmann.
Ordonné pasteur en 1822, il se maria l'année suivante. Le couple s'installa à Ittenheim, où le pasteur est nommé. Durant les six ans du ministère de Haerter dans cette paroisse, il s'imposa comme prédicateur et mit sur pied une association des instituteurs locaux. Il rend plusieurs fois visite au pasteur Oberlin au Ban de la Roche, se sentant proche de ses idées. Cependant, il fut ravagé par la mort de sa femme en 1828, ce qui provoqua son départ d'Ittenheim. Il passa par une longue crise intérieure qui le força à placer sa fille, Sophie (future diaconesse), au foyer Herrenschmidt et son fils, Gustave (futur vicaire), chez son parrain, le professeur Schweighauser.
Ayant recouvré une meilleure santé, il reprit avec lui ses deux enfants et se remaria en 1830 avec Frédérique Dorothée Rausch. Trois enfants naquirent de cette nouvelle union. Il exerça alors son ministère au Temple Neuf à Strasbourg, qu'il ne quitta plus jusqu'à sa mort. Trouvant véritablement sa vocation, il prononça le 29 mai 1831 une prédication qui exerça un profond impact, tout en suscitant une vive opposition dans les milieux rationalistes et orthodoxes du protestantisme. C'est à partir de cet évènement qu'il incarna le Réveil piétiste en Alsace. 

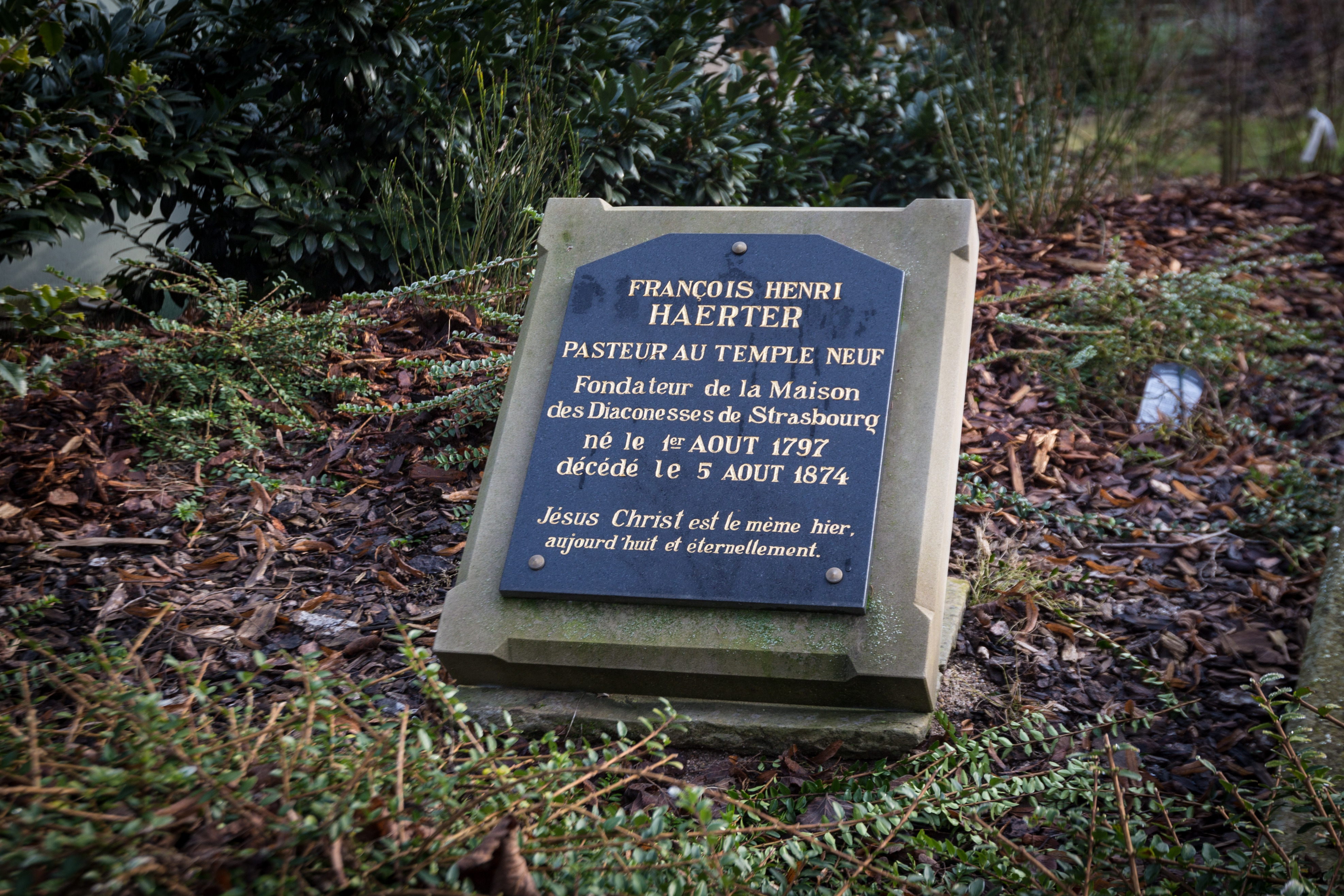
La sépulture du pasteur François Henri Haerter au cimetière des diaconesses à Koenigshoffen.

Marqué par les deuils (il est veuf pour la seconde fois en 1842), il prêchait la rupture avec le monde, insistant sur la vie religieuse personnelle plutôt que sur l'Église et la fidélité doctrinale. Malgré ses affrontements fréquents avec Frédéric Horning et les autres théologiens libéraux, majoritaires au Directoire et à la Faculté de théologie, il demeura fermement attaché à l'Église luthérienne. Malgré son rattachement au piétisme, il n'était l'homme d'aucun parti, les gens du « Réveil » n'ayant eux-mêmes pas réussi à l'annexer à leur mouvement.
En dehors de son activité paroissiale, François Haerter est surtout reconnu pour la création et l'animation d'institutions diaconales et d'évangélisation, dont les plus connus actuellement sont la clinique des Diaconesses de Strasbourg et le collège Lucie Berger. En 1834, il contribua à la création, puis aux missions de la Société évangélique de Strasbourg. Il joua un rôle fondamental dans la fondation et l'organisation de la congrégation des Diaconesses en 1842, appelées dans un premier temps les "Servantes des Pauvres". Le premier établissement se trouvait dans la rue du Ciel. Il collabora également activement à d'autres œuvres, comme la Société biblique, la Société du sou protestant, l'Union chrétienne des jeunes gens ou l'orphelinat du Neuhof et participa aux comités de nombreuses autres, telles que ceux des missions de Bâle et de Société des missions évangéliques de Paris ou de la fondation Blessig.
Son engagement et ses prédications étaient fort appréciés par les membres de sa paroisse, c'est pourquoi son enterrement en 1874 provoqua le rassemblement d'une grande foule à Saint-Pierre-le-Jeune à Strasbourg.
Sa devise était « Jésus-Christ est le même hier, et aujourd'hui, et éternellement ».

## Œuvres
Ses écrits imprimés sont essentiellement des prédications.

### Avant 1840
- Stephanus der Märtyrer: eine Predigt, Straßburg, F. C. Heitz, 1832
- Unser tägliches Brod gieb uns heute: eine Predigt, Straßburg, F. C. Heitz, 1834
- Die Unbekanntschaft mit Jesu: eine Predigt gehalten am vierten Adventsonntage 1834, Straßburg, F. C. Heitz, 1834
- Das Osterfest: eine Predigt gehalten am Ostersonntage 1835, Straßburg,  F. C. Heitz, 1835
- Das Weltgericht: eine Betrachtung für forschende Christen, Straßburg, F. C. Heitz, 1835
- Die Juliusfeier und das Königsfest: zwei Reden, Straßburg, F. C. Heitz, 1836
- Die Geheimnisse des Grabes im Lichte der Auferstehung Jesu Christi: eine Predigt gehalten am Ostersonntag 1836, Straßburg, F. C. Heitz, 1836
- Das Gleichniss vom Pharisäer und Zöllner: eine Predigt, Straßburg, F. C. Heitz, 1836
- Missions-Predigt am Feste der heiligen Dreieinigkeit, gehalten den 29sten Mai 1836, Straßburg, F. C. Heitz, 1837
- Die richtige Erziehungsweise: eine Schulpredigt gehalten am ersten Sonntag nach Ostern, Straßburg, F. C. Heitz, 1837
- Die Augsburgische Confession: mit einem Vorberichte, genau verglichenem Texte und erläuternden Anmerkungen, Straßburg, Scheurer, 1838
- Die Selbsterniedrigung: eine Predigt gehalten am XVII Sonntage nach Trinitatis, Straßburg, F. C. Heitz, 1838
- Das Vater unser, in seiner Anwendung geklärt, Straßburg, F. C. Heitz, 1839
- Predigt gehalten am Himmelfahrtsfeste 1830, Straßburg, F. C. Heitz, 1839
- Ich und mein Haus wollen dem Herrn dienen, Straßburg, F. C. Heitz, 1839

### De 1840 à 1849
- Die Sonntagsfeier: Eine Betrachtung über das Gebot Gottes: "Gedenke des Sabbathtages, daß du ihn heiligest!", Straßburg, F. C. Heitz, 1840
- Die große Freude: eine Predigt am Weihnachtsfeste 1840, Straßburg, F. C. Heitz, 1841
- Die Nachfolge Christi: eine Predigt über Matth. 16, 21-26, Straßburg, F. C. Heitz, 1842
- Gehet ein durch die enge Pforte: eine Predigt über Matth. 7, 13-29, Straßburg, F. C. Heit, 1843z
- Gottes Güte soll uns zur Buße leiten: zwei Predigten, Straßburg, Chez la veuve Berger-Levrault, 1844
- Der gute Rath für alle, die nach dem ewigen Leben fragen: eine Predigt über Matth. 19, 16-26, Straßburg, Chez la veuve Berger-Levrault, 1844
- Die Herrlichkeit des Sohnes Gottes: eine Predigt gehalten in der Neu-Münsterkirche zu Zürich den 30sten Juni 1844, Straßburg, F. C. Heitz, 1844
- Predigten, mehrbändiges Werk, Straßburg, F. C. Heitz, 1845
- Die Sonntagsfeier nach göttlichem und menschlichem Rechte: eine Predigt über Lukas 14, 1-6, Straßburg, Chez la veuve Berger-Levrault, 1845
- Der wahre Bekenner Jesu Christi: eine Predigt über Matth. 10, 32 u. 33, Straßburg, Chez la veuve Berger-Levrault, 1846
- Die Sammlung des Volkes Gottes: eine Pfingstpredigt, Straßburg, Chez la veuve Berger-Levrault, 1847
- Die Rechtfertigung: eine Predigt, Straßburg, Chez la veuve Berger-Levrault, 1848

### De 1850 à 1859
- Das göttliche Ansehen der Bibel: ein Vortrag gehalten am jährlichen Bibelhefte zu Straßburg den 1. November 1851, Straßburg, Chez la veuve Berger-Levrault, 1852
- Gesetz und Evangelium: eine Betrachtung, Straßburg, Chez la veuve Berger-Levrault, 1855
- Der Beinahe-Christ und der völlige Christ: Predigt, gehalten am 24sten Sonntag nach Trinitatis 1855, Straßburg, Chez la veuve Berger-Levrault, 1855
- Fürchte dich nicht, glaube nur!: Eine Predigt, Straßburg, Chez la veuve Berger-Levrault, 1857
- Das gesegnete Jahr: Predigt am Aernte- und Herbst-Feste 1857, Straßburg, Chez la veuve Berger-Levrault, 1858
- Reden bei der Bestattung von Frau Wittwe Keck: Hausmutter des Straßburger Diakonissen-Werkes, Straßburg, Chez la veuve Berger-Levrault, 1859

### Après 1859
- Die Freude im Dienste des Herrn: Eine Rede gehalten bei der Jahresfeier der Straßburger Diakonissenanstalt in der Neuen Kirche, am 22. Juni 1859, Straßburg, Chez la veuve Berger-Levrault, 1860
- Die herrliche Freiheit der Kinder Gottes: Predigt, Straßburg, Chez la veuve Berger-Levrault, 1860
- Der Wunsch Pauli, daß wir doch Alle entschiedene Christen würden: Eine Predigt, gehalten am 24sten Sonntag nach Trinitatis 1861, Straßburg, Chez la veuve Berger-Levrault, 1861
- Die Bergpredigt des Herrn und deren Anwendung nach Matthäus 7,12: eine Predigt, Straßburg, Chez la veuve Berger-Levrault, 1861
- Das hat der Feind gethan: Oder die Reformation des sechzehnten Jahrhunderts gegenüber dem Abfalle der neuesten Zeit; Amtspredigt, gehalten am 23sten Sonntage nach Trinitatis 1863, Straßburg, Chez la veuve Berger-Levrault, 1864
- Worte gesprochen durch... F. Härter bei der Bestattung von... Jakob Matter,..., Straßburg, G. Silbermann, 1864
- Die göttliche Gnadenordnung in einer Reihe von Betrachtungen, Straßburg, Chez la veuve Berger-Levraul, 1865
- Abschiedsworte an seine Gemeinde, Straßburg, 1874
- Handbüchlein für Jung und Alt oder Katechismus der Evangel. Heilslehre, Neuauflage Nabu Press, 2012,  (ISBN 1-274-47848-0)

## Hommages

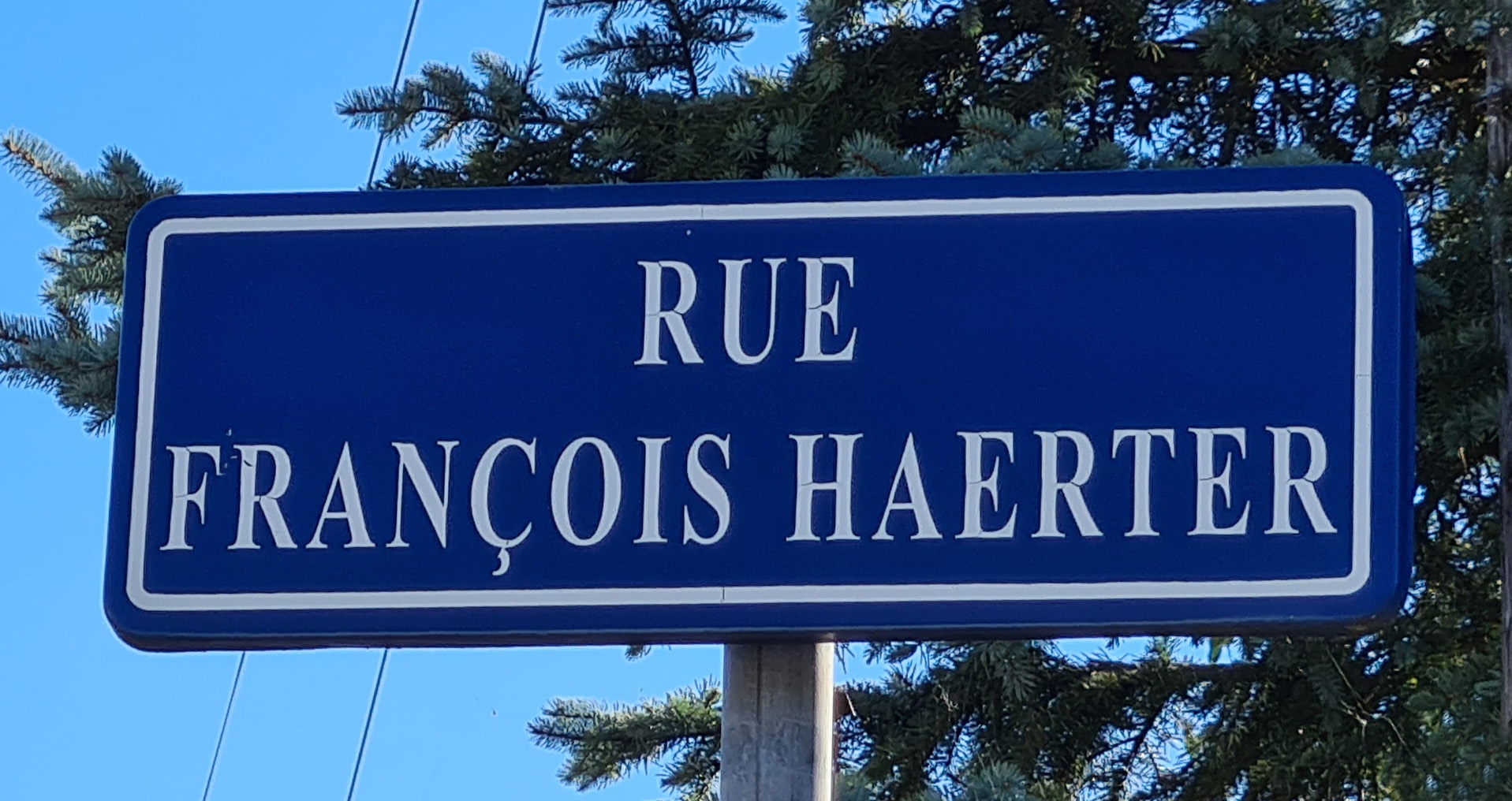
Plaque de rue au Neuhof.

Une rue de Strasbourg, dans le quartier du Neuhof, porte son nom.